# Columbo: Murder by the Book
Murder by the Book (în traducere „Crimă ca la carte”) este primul episod al sezonului 1 al serialului polițist Columbo (și al treilea film al seriei) și a fost difuzat în premieră pe 15 septembrie 1971 în cadrul noii emisiuni de televiziune The NBC Wednesday Mystery Movie. Filmul de televiziune, regizat de Steven Spielberg, aduce un omagiu creatorilor personajului Columbo, Richard Levinson și William Link.
Locotenentul de poliție Columbo (interpretat de Peter Falk), personajul principal al serialului, anchetează aici uciderea scriitorului de romane polițiste Jim Ferris și descoperă că ucigașul este partenerul acestuia, Ken Franklin (interpretat de Jack Cassidy). Ucigașul comite apoi o nouă crimă, eliminând un martor care-l observase împreună cu victima în ziua crimei și îl șantajase pentru a păstra tăcerea.
Calitatea artistică a acestui episod i-a impresionat pe producătorii companiei Universal City Studios care, după vizionarea unei variante brute a episodului, l-au angajat pe regizorul Steven Spielberg pentru a realiza un prim lungmetraj de televiziune. Acel lungmetraj, intitulat Duel pe autostradă (1971), a însemnat un pas mare în cariera regizorului și a marcat pătrunderea sa în domeniul regiei de lungmetraje.

## Rezumat

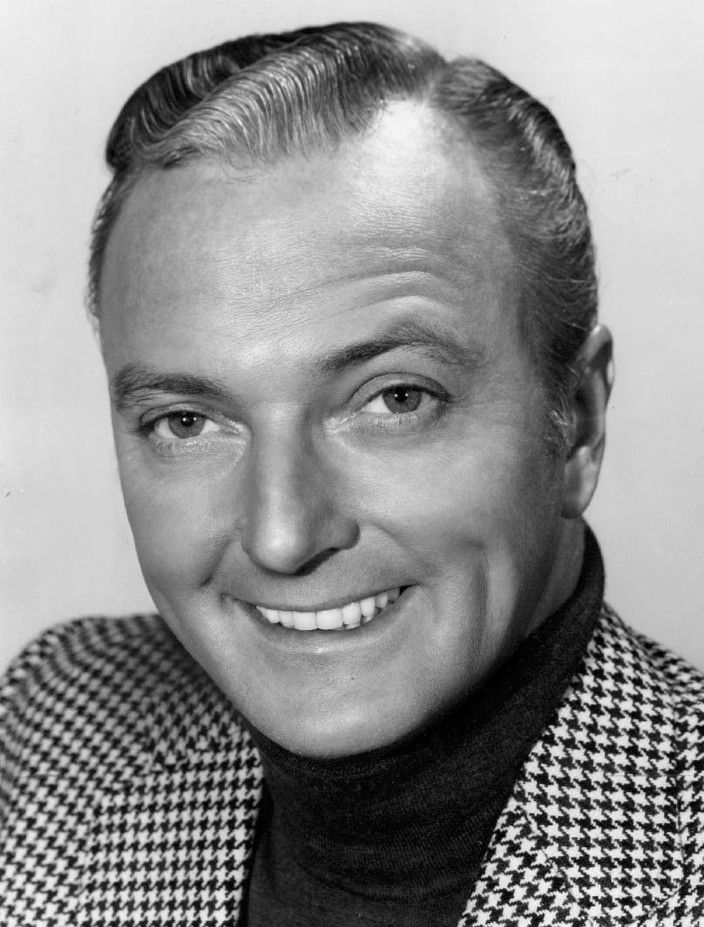
Actorul Jack Cassidy, interpretul dublului criminal Ken Franklin

Ken Franklin este o jumătate a echipei de scriitori Ferris/Franklin, care a creat seria populară de romane polițiste Mrs. Melville. Cu toate acestea, James Ferris vrea să-și continue cariera de scriitor pe cont propriu și a decis să pună capăt parteneriatului literar. Partenerul său, Ken Franklin, obișnuit să ducă un trai luxos, înțelege că veniturile substanțiale obținute din vânzările de cărți se vor epuiza rapid. Contribuția celor doi autori era inegală: James Ferris realiza activitatea propriu-zisă de creație, în timp ce Franklin avea o contribuție creativă nesemnificativă și se ocupa doar cu relațiile publice. Echipa de autori încheiase o poliță de asigurare mutuală care garanta reciproc redevențele din vânzările ulterioare de cărți în cazul decesului unuia dintre ei.
Franklin a conceput un plan complex pentru a-l asasina pe James Ferris cu scopul de a-și putea susține în continuare stilul de viață costisitor și, de asemenea, de a nu fi expus publicului ca impostor. Mai întâi, el folosește un pretext pentru a-și atrage vechiul partener de la biroul său de lucru din Los Angeles la casa idilică de weekend a lui Franklin, aflată la aproximativ două ore și jumătate de mers cu mașina de San Diego. Cu puțin timp înainte ca cei doi să ajungă la cabana de pe malul lacului, Franklin oprește autoturismul de lux Mercedes 280 SE la un magazin rural pentru a face niște cumpărături. Aici el o sună pe soția lui Ferris, Joanna, pentru a-și asigura un alibi. Între timp, neobservată, proprietara magazinului, Lilly La Sanka, se uită curioasă pe fereastră și îl zărește pe James Ferris pe scaunul pasagerului din autoturismul lui Franklin. Cei doi ajung apoi la cabană, iar jovialul Franklin își încurajează partenerul să-și sune soția pentru a-i spune că a rămas să lucreze la birou până noaptea târziu. În timpul acestei convorbiri, Ferris este împușcat de Franklin, ceea ce o face pe Joanna să creadă că soțul ei a fost ucis în biroul lui din Los Angeles. Joanna Ferris îl sună imediat pe Franklin și îl anunță că a auzit la telefon o împușcătură trasă asupra soțului ei. Franklin încearcă să o liniștească și se întoarce apoi la Los Angeles cu cadavrul lui Ferris în portbagaj.
În biroul lui James Ferris din Los Angeles, care fusese vandalizat anterior de Ken Franklin, sosesc soția sa, Joanna, și numeroși polițiști, care încearcă să afle ce s-a întâmplat. Locotenentul Columbo o întâlnește pe holul clădirii pe Joanna Ferris, care este speriată de cele auzite la telefon, o liniștește și în cele din urmă o conduce acasă. Acolo, Columbo îl întâlnește pentru prima dată pe Ken Franklin, care se preface a fi un prieten de familie îngrijorat și îi dezvăluie polițistului că doar ucigașii profesioniști ai mafiei pot fi în spatele crimei. Franklin încearcă să-l convingă pe Columbo că Ferris lucrează la o carte care va dezvălui afacerile crimei organizate și care i-ar fi adus mulți inamici și potențiali ucigași. În continuarea conversației, Franklin îi prezintă locotenentului Columbo o listă cu numele mai multor gangsteri de pe coasta de vest americană, pe care pretinde că i-ar fi investigat Ferris. El aruncă apoi cadavrul lui Ferris pe gazonul din fața propriei sale case, iar atunci când sosește poliția susține că aceasta ar fi un avertisment și o încercare corespunzătoare de intimidare din partea crimei organizate. Columbo renunță curând la toate urmele false care indicau implicarea mafiei și, după ce află de existența asigurării, începe să caute indicii care să-l incrimineze pe Franklin.
În acest timp, Lilly La Sanka călătorește la Los Angeles și îl abordează pe Franklin după un spectacol de teatru. Ea îl face să înțeleagă că știe cu cine a mers la cabană în ziua morții lui Ferris. Cei doi iau masa împreună, iar Franklin acceptă să plătească o sumă de 15.000 de dolari în schimbul tăcerii femeii. Cu această ocazie, Lilly își mărturisește sentimentele față de Ken. Banii sunt predați în apartamentul lui Lilly La Sanka din spatele magazinului ei, nu departe de cabana de weekend a lui Franklin, iar cu această ocazie are loc o cină intimă și se bea multă șampanie. Ken se preface, la rândul său, că este îndrăgostit de Lilly. Totul se termină atunci când Franklin îl ucide pe martorul nedorit, lovindu-l în cap cu o sticlă de șampanie goală. El îi aruncă apoi trupul în lacul din apropiere, făcând să pară că ea s-ar fi răsturnat singură cu barca în timpul unei plimbări nocturne.
În dimineața descoperirii cadavrului, Columbo apare la cabana de weekend a lui Franklin. Cercetând magazinul doamnei La Sanka, detectivul găsește un exemplar al ultimului roman cu doamna Melville intitulat Prescription: Murder, care conținea o dedicație personală scrisă de Ken Franklin. În bucătăria femeii, Columbo descoperă un dop proaspăt scos de o sticlă de șampanie cu aceeași marcă precum cele pe care Ken Franklin le încărcase în mașină, în prezența lui Columbo, cu o zi înainte de a pleca în călătoria sa la cabana de weekend. Dedicația de pe o carte nouă și dopul de la sticla de șampanie sunt pentru detectiv două indicii importante că Ken Franklin s-a întâlnit recent cu Lilly La Sanka și că a comis o altă crimă.
Întors în Los Angeles, locotenentul Columbo are o confruntare finală cu asasinul, în care îi explică teoria sa cu privire la crimă: prima crimă a fost planificată cu atenție și executată ingenios, în timp ce a doua crimă a fost prost pregătită și stângace. Acest lucru se explică prin faptul că cele două planuri au avut autori diferiți: uciderea lui Ferris a fost concepută de el însuși ca parte a intrigii unui roman inedit, în timp ce uciderea femeii a fost ideea lui Franklin. În sprijinul acestei teorii, Columbo precizează că Ferris nota în mod obișnuit ideile romanelor sale polițiste pe orice bucată de hârtie care-i era la îndemână; descrierea exactă a primei crime a fost găsită într-o astfel de notiță. În fața acestei probe, Franklin cedează și își recunoaște vina, dar menționează că ideea primei crime a fost concepută de el însuși cu mulți ani în urmă, că era singura lui idee bună și că nu prevăzuse că Ferris o va nota.

## Distribuție
- Peter Falk — locotenentul de poliție Columbo[10][14]
- Jack Cassidy — Ken Franklin, membru al echipei de scriitori Ferris/Franklin[10][14]
- Rosemary Forsyth⁠(d) — Joanna Ferris, soția lui Jim[10][14]
- Martin Milner⁠(d) — James („Jim”) Ferris, partenerul lui Franklin[10][14]
- Barbara Colby⁠(d) — Lilly La Sanka, proprietara unui magazin rural[10][14]
- Lynnette Mettey — Gloria Jr., reportera unei reviste care-i ia un interviu lui Franklin[10][14]
- Bernie Kuby — Mike Tucker, agentul de asigurări[10][14]
- Hoke Howell — sergentul de la secția de poliție din comitatul San Diego[10][14]
- Marcia Wallace — o femeie (secvență tăiată din film)[10][15]
- Haven Earle Haley — Harvey, fotograful revistei, însoțitorul Gloriei[10][15]
- Anitra Ford — femeia tânără care-l însoțește pe Franklin la teatru (nemenționată)[15]
- Elizabeth Harrower — servitoarea din casa lui Franlin (nemenționată)[15]
- Ralph Gambina — vânzătorul de hotdog (nemenționat)[15]
- Joseph La Cava — medicul legist (nemenționat)[15]
- Mark B. Russell — sergent de poliție (nemenționat)[15]
- Jack Griffin — șoferul de la compania de mutări (nemenționat)[15]

## Producție

### Crearea personajului

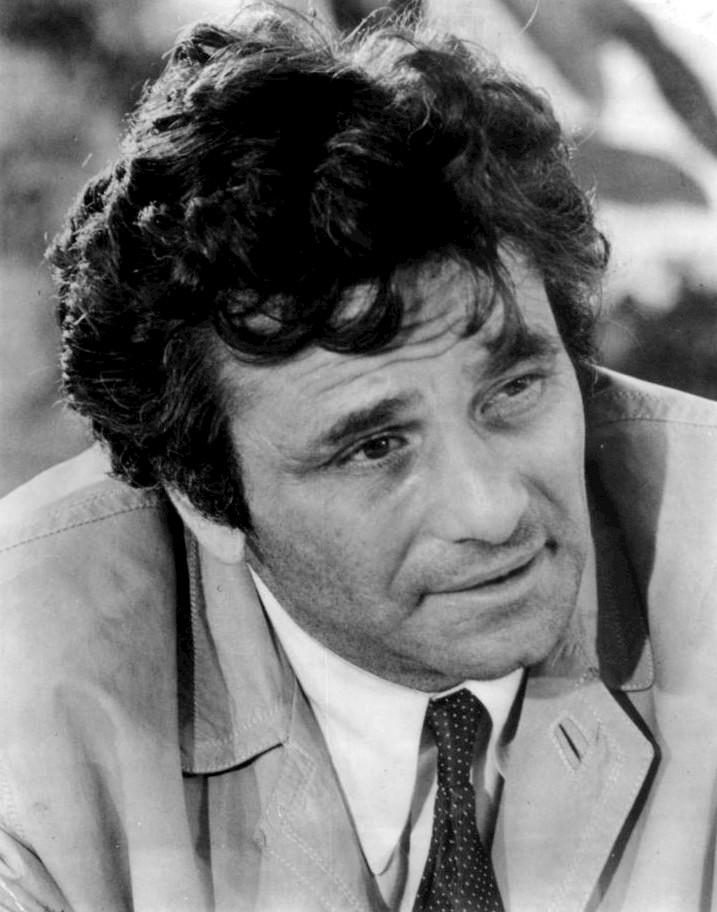
Peter Falk, interpretul locotenentului Columbo

Serialul polițist de televiziune Columbo, care s-a dovedit ulterior un mare succes și a fost realizat pe parcursul a trei decenii, a fost precedat de două filme TV: Prescription: Murder (1968) și Ransom for a Dead Man (1971). Creatorii personajului Columbo și ulterior ai serialului au fost scenariștii Richard Levinson și William Link, care au contribuit, de asemenea, în colaborare la realizarea altor seriale TV de succes precum Mannix în 1968, Ellery Queen în 1975 și Verdict crimă (creat împreună cu Peter S. Fischer) în 1984. Sursele principale de inspirație ale personajului erau polițistul Porfiri Petrovici din Crimă și pedeapsă (1866) a lui Dostoievski și părintele Brown din povestirile publicate în perioada 1910–1936 de scriitorul englez G. K. Chesterton.
Locotenentul Columbo a fost introdus pentru prima dată de Levinson și Link în anul 1960 în episodul „Enough Rope” al serialului The Chevy Mystery Show, fiind interpretat în acea versiune de actorul Bert Freed. Filmul de televiziune „Enough Rope” a fost adaptat în anul 1961 într-o piesă de teatru intitulată Prescription: Murder, în care rolul Columbo a fost interpretat de Thomas Mitchell. Interpretul a murit în decembrie 1962 în timpul unui turneu cu această piesă în afara orașului.
Levinson și Link au transformat apoi piesa Prescription: Murder în scenariul unui film de televiziune de două ore și s-au gândit inițial ca rolul principal să fie interpretat de Lee J. Cobb sau Bing Crosby. Cobb nu era însă disponibil și Crosby a refuzat oferta pentru că nu-și dorea să stea prea mult timp departe de terenul de golf, dar regizorul Richard Irving i-a convins pe Levinson și Link că Peter Falk, care ar fi spus încântat că „ar ucide pentru a-l interpreta pe acel polițist”, ar putea scoate mai mult din acel rol, deși era mult mai tânăr decât își doreau scenariștii. Prescription: Murder a fost difuzat ulterior de postul NBC în 20 februarie 1968. Levinson și Link au fost încântați de interpretarea lui Peter Falk, care li s-a părut că „adulmecă în jur așa cum un porc/câine caută trufe”. Actorul a contribuit la conturarea aspectului fizic al personajului atunci când a adus un trenci ponosit din propriul său dulap și l-a purtat în timpul filmării la Prescription: Murder, adăugând ulterior alte articole de vestimentație din propria garderobă (costum, cămașă, cravată și pantofi).

### SerialulColumbo
Succesul filmului Prescription: Murder a determinat postul NBC să ceară realizarea unui episod pilot, care a fost intitulat Ransom for a Dead Man și a avut premiera în 1 martie 1971, și apoi a unui serial regulat. Sidney Sheinberg, președintele companiei Universal Television⁠(d), și asociații săi s-a întâlnit cu directorii NBC în martie 1971 la hotelul The Sherry-Netherland din New York și a oferit un pachet de trei seriale rotative cu episoade de nouăzeci de minute pentru programul „The NBC Mystery Movie” de duminică seara: McCloud, a cărui difuzare începuse deja în sezonul precedent, McMillan & Wife, cu Rock Hudson în rolul principal, și Columbo, cu Peter Falk în rolul locotenentului de poliție omonim. Pachetul urma să fie difuzat începând din septembrie 1971, iar Sheinberg i-a contactat în luna aprilie pe Levinson și Link și le-a propus realizarea a șase episoade de nouăzeci de minute ale serialului Columbo. Levinson și Link au acceptat realizarea a șase episoade (ulterior șapte) cu durata de 90 de minute în aprilie 1971, dar, ca urmare a angajamentului lui Peter Falk de a juca pe Broadway în piesa The Prisoner of Second Avenue a lui Neil Simon începând din 12 septembrie, realizarea acestor episoade a trebuit finalizată până atunci. Cei doi producători au decis instinctiv să reia formula misterului inversat din Prescription: Murder, care fusese inventată de scriitorul englez R. Austin Freeman la începutul secolului al XX-lea, și să creeze o confruntare nerealistă a unui detectiv proletar, nonviolent și stângaci cu reprezentanți ai clasei superioare (tipici romanelor polițiste britanice), evitându-se aspectele realiste ale vieții de polițist (schimburile de focuri, traficul de droguri, prostituția). Formatul neconvențional al serialului i-a îndepărtat însă pe majoritatea scenariștilor independenți ai vremii, care nu au fost interesați să colaboreze.
Cele șapte episoade au trebuit filmate într-o perioadă foarte scurtă. Levinson și Link, care erau creatorii personajului Columbo, au acționat ca producători ai tuturor episoadelor din primul sezon al serialului Columbo, la inițiativa lui Sidney Sheinberg, președintele companiei Universal Television⁠(d), și au avut la dispoziție pentru fiecare episod zece zile de filmări și un buget de 400.000 USD. Situația, deja dificilă încă de la început, s-a complicat pe parcurs deoarece Peter Falk avea tendința să se implice în elaborarea scenariilor și să vină cu propriile idei și chiar a insistat să regizeze un episod („Blueprint for Murder”). Perfecționismul lui Peter Falk și-a pus stfela amprenta asupra activității de producție, iar filmarea episoadelor a depășit adesea termenul stabilit și s-a întins până la 14 zile.

### Scenariul episodului
Primul episod al noului serial, care a fost intitulat „Murder by the Book”, a fost realizat de compania Universal City Studios și i-a avut ca producători pe Richard Levinson și William Link (producători) și Robert F. O'Neill (producător asociat). Sheinberg a pus la dispoziția creatorilor, pentru episodul Murder by the Book, două dintre cele mai mari talente de la Hollywood: scenaristul Steven Bochco⁠(d) (27 de ani) și regizorul Steven Spielberg (24 de ani), care aveau un contract permanent pe termen lung cu Universal Studios. Rolurile principale au fost atribuite actorilor Peter Falk, Jack Cassidy, Rosemary Forsyth⁠(d), Martin Milner⁠(d) și Barbara Colby⁠(d), iar printre ceilalți actori distribuiți s-au numărat Lynnette Mettey, Bernie Kuby și Hoke Howell.
Scenariul primului episod al serialului Columbo, Murder by the Book, conceput de Steven Bochco cu ajutorul lui Levinson/Link, după o idee a lui Larry Cohen, a fost un omagiu ironic subtil adus celor doi creatori ai personajului, Levinson și Link. Când Jack Cassidy a citit pentru prima dată scenariul, se spune că ar fi întrebat spontan: „Și pe care dintre voi doi îl interpretez: pe Levinson sau pe Link?”. În portretizarea celor doi autori granițele dintre realitate și ficțiune s-au estompat și nu există nicio îndoială că numeroase experiențe și aluzii ascunse s-au revărsat în personajele din film. De exemplu, numele de familie ale celor doi creatori ai filmului Levinson/Link încep cu litera „L”, în timp ce numele de familie ale celor doi scriitori fictivi Ferris/Franklin încep cu litera „F”. Un alt exemplu este numele ultimului roman cu doamna Melville a duo-ului Ferris/Franklin intitulat Prescription: Murder, care este în realitate numele primului film cu locotenentul Columbo, realizat după scenariul duo-ului Link/Levinson.
Vorbind despre colaborarea sa cu Spielberg la acest episod, scenaristul Bochco și-a amintit cu plăcere: „Ne-am simțit bine impreună. În primul rând, Steven era chiar mai tânăr decât mine cu câțiva ani, iar Levinson și Link aveau impresia că ar conduce o școală generală sau așa ceva. Noi eram cei doi băieți care alergau prin curte! Ne-am distrat atât de grozav. Steven și cu mine am devenit prieteni adevărați; luam împreună masa de prânz în fiecare zi și aveam discuții fanteziste despre viitor și preluarea afacerii”. Colaborarea lui Bochco și Spielberg a contribuit la modelarea profilului personajului principal, care a devenit unul dintre cele mai cunoscute personaje din cadrul programelor de televiziune.

### Filmări

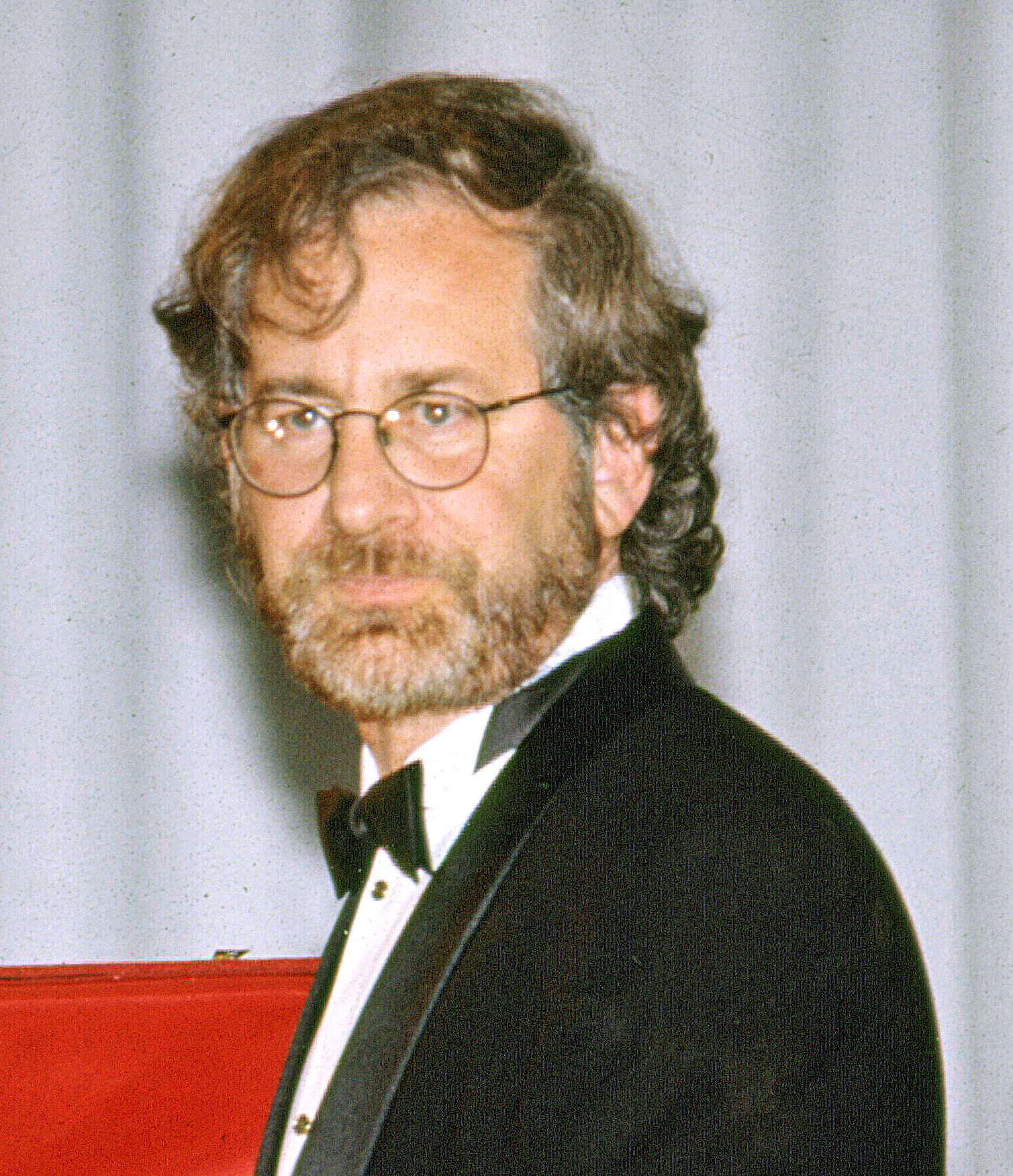
Steven Spielberg, regizorul primului episod (Murder by the Book, 1971) al serialului Columbo

Filmările au avut loc în perioada 29 mai – 14 iunie 1971, imediat după filmarea episodului Death Lends a Hand. Murder by the Book a fost produs ca al doilea episod al primului sezon, dar producătorii au fost atât de entuziasmați de rezultat, încât postul TV NBC a ales ca acest episod să fie difuzat primul. S-a filmat în mai multe locuri din California: unele filmări exterioare au avut loc în diverse locuri din zona metropolitană a orașului Los Angeles, printre care clădirea de birouri de pe 9000 West Sunset Boulevard din West Hollywood (clădirea unde se află birourile echipei de scriitori Ferris/Franklin), casa de pe 944 Airole Way din cartierul Bel Air⁠(d) din Los Angeles (casa lui Ken Franklin), care a fost demolată în anul 2010, și standul de hotdog Tail o' the Pup⁠(d) de pe 311 N La Cienega Boulevard⁠(d) din Los Angeles (locul unde Columbo se întâlnește cu reprezentantul companiei de asigurări), în timp ce altele au fost realizate pe malul nord-vestic al Big Bear Lake (situat în zona Big Bear Valley⁠(d) a Pădurii Naționale San Bernardino⁠(d)) de la est de Los Angeles: zona Juniper Point de pe 41365 North Shore Drive (magazinul General Store al doamnei La Sanka, de unde Ken Franklin îi telefonează Joannei Ferris, soția lui Jim, pentru a obține un alibi) și casa de pe 933 Deer Trail Lane din localitatea Fawnskin (cabana de weekend a lui Ken Franklin de pe malul lacului). Toate celelalte filmări au fost realizate pe platourile companiei Universal Studios de pe 100 Universal City Plaza din cartierul Universal City⁠(d) al regiunii San Fernando Valley.
Secvențele acestui episod au fost filmate de directorul de imagine Russell L. Metty⁠(d), sub coordonarea regizorului Steven Spielberg. Tânărul regizor, care nu împlinise încă 25 de ani, debutase profesional cu doi ani mai devreme cu segmentul „Eyes” din filmul antologie Night Gallery (1969), pe care-l regizase în colaborare cu Boris Sagal și Barry Shear, după ce Sheinberg (care era atunci doar vicepreședinte de producție) îi oferise un contract pe șapte ani cu compania Universal. Anul 1971 a însemnat un an important în activitatea regizorală a lui Spielberg, care a realizat atunci un număr de șase filme: episodul „Make Me Laugh” al serialului Night Gallery, episodul „L.A. 2017” al serialului The Name of the Game, episodul „The Private World of Martin Dalton” al serialului The Psychiatrist, episodul „Murder by the Book” al serialului Columbo, episodul „Eulogy for a Wide Receiver” al serialului Owen Marshall, Counselor at Law și filmul de televiziune Duel pe autostradă.
Cameramanul Russell Metty⁠(d), câștigător al Premiului Oscar în 1960 pentru filmul Spartacus, a fost angajat ca director de imagine și a filmat acest prim episod cu o mare exigență, la fel ca un film de cinema. Încă din prima zi de filmare, Peter Falk, care altfel era greu de convins, a fost impresionat de felul în care lucra tânărul regizor Steven Spielberg. Regizorul planificase cu meticulozitate fiecare scenă și folosea tehnici inovatoare despre care ceilalți tehnicieni veterani de pe platou nici măcar nu auziseră. Metty, care avea 64 de ani, îl privea pe Spielberg cu multă suspiciune și nu aprecia tehnicile sale neortodoxe, plângându-se mereu producătorilor și rostind vorbe disprețuitoare la adresa regizorului: „Este un copil! Are nevoie de o pauză pentru lapte și prăjituri? Camionul de livrare a scutecelor lui va interfera cu funcționarea generatorului meu de iluminat?”.
Prima secvență a filmului începe cu o imagine de sus a mașinii lui Franklin care se îndreaptă către biroul partenerului său, iar, fără nicio tăietură, camera se trage înapoi și dezvăluie spectatorilor că se află în biroul scriitorului Ferris, care bate constant la mașina de scris. Filmarea secvenței de deschidere în clădirea de birouri cu fațada de sticlă de pe Sunset Boulevard l-a nemulțumit pe Metty, care s-a plâns că nu are unde să amplaseze instalațiile de iluminat, dar producătorii Levinson și Link l-au susținut pe Spielberg și i-au spus directorului de imagine să respecte indicațiile regizorului. Scenaristul și producătorul William Link, care a lucrat cu Spielberg la acest episod, a remarcat că Spielberg a luat o decizie atipică, încercând să evite clișeele cinematografice în activitatea sa: dacă în majoritatea filmelor un atac asupra unei femei este însoțit de un țipăt puternic al victimei, Spielberg a decis să întrerupă filmarea și să elimine acel țipăt, cufundând ecranul în întuneric. Apariția lui Columbo pe coridorul clădirii atunci când soția victimei crimei încerca să bea apă de la o țâșnitoare a fost alegerea regizorală a lui Spielberg, care a mascat unghiul strâns din care venea detectivul pentru a-l observa avansând încet către prim-plan.
Decorurile filmului au fost concepute de Arch Bacon (director artistic) și Richard Friedman (creatorul platoului de filmare), iar costumele au fost create de Burton Miller. Tonul distinctiv și partitura muzicală, inclusiv staccato-ul mașinii de scris care rulează de-a lungul secvenței de deschidere, au fost compuse de Billy Goldenberg⁠(d) (pe tema lui Henry Mancini), cu care Spielberg a lucrat și la filmul său de debut în lungmetraj, Duel pe autostradă (1971), la scurt timp după filmarea episodului din Columbo. Sunetul a fost înregistrat de David H. Moriarty (care fusese nominalizat împreună cu Ronald Pierce la Premiul Oscar pentru cel mai bun sunet la Gala Premiilor Oscar 1971 pentru filmul Aeroportul), iar montajul a fost realizat de John Kaufman Jr.. Durata acestui episod este de 76 de minute.

## Lansare
Acest prim episod al serialului Columbo, intitulat Murder by the Book, a fost difuzat în premieră pe 15 septembrie 1971, ca parte a noii emisiuni de televiziune The NBC Wednesday Mystery Movie. Episodul a avut un succes uriaș de public și critică, cu ratinguri înalte, și a fost nominalizat pentru un premiu Emmy. În Germania, episodul a fost difuzat pentru prima dată pe 10 aprilie 1975 de programul 1 al televiziunii naționale (ARD).
Calitatea artistică a acestui episod i-a impresionat pe producătorii companiei Universal City Studios, iar, după vizionarea unei variante brute a materialului filmat, producătorul George Eckstein i-a telefonat regizorului Steven Spielberg și i-a oferit șansa de a realiza un prim lungmetraj de televiziune. Spielberg, care considera cu mândrie că acest episod era cea mai bună creație a sa de până atunci, a afirmat ulterior că telefonul primit de la Eckstein a fost al doilea cel mai important telefon primit în cariera sa, după ce primit cu câțiva ani mai devreme de la Sid Sheinberg, prin care i s-a oferit un contract cu studiourile Universal. Lungmetrajul Duel pe autostradă (1971), care este considerat unul dintre cele mai bune filme de televiziune realizate vreodată, a însemnat un pas mare în cariera regizorului și a marcat pătrunderea sa în domeniul regiei de lungmetraje.
Actorul Jack Cassidy, interpretul oponentului locotenentului Columbo din acest episod, a interpretat ulterior rolul de criminal în alte două episoade ale serialului Columbo, jucând în total trei roluri de criminal (la fel ca și Robert Culp) și fiind depășit doar de Patrick McGoohan (interpretul a patru roluri de criminal).

## Recepție

### Aprecieri critice
Cu toate că a remarcat o anumită limitare a scenariului, criticul Tony Scott de la revista Daily Variety a recunoscut că acest episod a fost realizat într-un mod profesionist în special datorită regizorului Steven Spielberg. Regizorul însuși a considerat că acest episod este unul dintre cele mai bune creații regizorale ale sale pentru un serial de televiziune. În același timp, Spielberg a susținut că filmul l-a ajutat pe actorul principal – Peter Falk – să-și descopere într-o mai mare măsură personajul interpretat.
Într-o carte dedicată operei lui Steven Spielberg, criticul de film Warren Buckland evidențiază într-un capitol separat această creație artistică timpurie a viitorului maestru, care a colaborat aici cu legendarul director de imagine Russell Metty. O defalcare detaliată, cadru cu cadru, a episodului, care scoate în evidență soluțiile elegante alese, este menită să arate creșterea valorică a lui Spielberg ca regizor. Este arătat, în particular, modul în care a reușit Spielberg, prin manevrarea mișcărilor camerei de filmat, să respecte regula de 180 de grade, care fusese încălcată în creația sa anterioară — episodul pilot al serialului Night Gallery. În scena premergătoare crimei, Buckland atrage atenția asupra unui detaliu evidențiat de regizor — o brichetă apucată în ultimul moment de pe masă, pe care ucigașul a folosit-o drept scuză pentru a se întoarce singur în biroul victimei. Analizând cadrul în care ucigașul este filmat pe fundalul unui portret al personajului lor comun — femeia detectiv doamna Melville — Buckland vede acolo mai multe planuri conceptuale, de la o simplă tranziție între mizanscene la un indiciu despre cât de diferite sunt crimele ficționale față de cele reale. Filmarea din patru unghiuri a unei scene obișnuite de conversație într-o mașină este realizată cu atenție pentru detalii, conferindu-i dinamism: filmarea se efectuează mai întâi de pe bancheta din spate, apoi camera este atașată pe partea laterală a mașinii, apoi pe parbriz, arătându-i pe vorbitori din față, înainte de a fi mutată înapoi pe bancheta din spate și, în sfârșit, instalată pe marginea drumului, filmând mașina care trece. Mai târziu, Spielberg avea să filmeze o scenă similară și chiar mai ingenioasă în Duel pe autostradă. Există o suprapunere conștientă a două secvențe — începutul și sfârșitul episodului: în ambele secvențe, mașina lui Ken este prezentată în mers către clădirea în care se află biroul lui și al lui Jim; Columbo stă la finalul episodului pe același scaun pe care stătuse Jim la începutul episodului; atunci când părăsesc biroul personajele trec prin fața unui portret al doamnei Melville, peste care se suprapune în final genericul cu numele regizorului. În același timp, Buckland subliniază dorința lui Spielberg de folosire a unor unghiuri dificile ale camerei de filmat și, într-o anumită măsură, a unor trucuri neesențiale — unghiuri de filmare foarte joase și foarte înalte, prim-planuri excesiv de lungi, îndreptarea mașinii către cameră și așa mai departe.
Publicistul german Michael Striss a acordat acestui episod trei stele din patru (cu calificativul „foarte recomandat”). El a evidențiat, de asemenea, realizările regizorului, scenaristului și cameramanului, consemnând următoarele: „Primul episod al serialului difuzat regulat este o dovadă a talentului artistic al unui anumit tânăr pe nume Steven Spielberg. […] El a completat inteligent secvența de deschidere doar cu zgomotul unei mașini de scris în loc de muzică (similar conversațiilor prin radio din timpul genericului de început al filmului Duel pe autostradă). Steven Bochco a debutat, de asemenea, în serial, asupra căruia mai târziu avea să aibă un impact semnificativ. El a conceput în mod inteligent cursul evenimentelor. În cele din urmă, ceea ce rămâne cel mai mult în memorie este rânjetul larg și amenințător al lui Jack Cassidy, surprins adesea în gros-planuri de maestrul cameraman veteran Russell Metty. El a fost aproape predestinat să apară în dosarele lui Columbo de două ori mai târziu, în special în „Publish or Perish”, un caz similar din punct de vedere tematic.”.
Enciclopedia cinematografică germană Lexikon des internationalen Films descrie astfel acest episod: „Al doilea film al serialului «Columbo» (fără a fi luat în calcul predecesorul «Prescription: Murder»), un thriller polițist exemplar cu o distribuție formidabilă. Steven Spielberg și Steven Bochco oferă dovezi timpurii ale măiestriei lor ca regizor și, respectiv, scenarist.”. Revista germană TV Spielfilm a acordat acestui episod un rating pozitiv (un deget mare în sus), cu următorul comentariu: „Maestrul regizor se întâlnește cu maestrul detectiv.”.

### Premii
Scenariul Steven Bochco a fost nominalizat în anul 1972 la premiul Emmy pentru cel mai bun scenariu al unui serial dramatic și la premiul Edgar Allan Poe pentru cel mai bun episod al unui serial TV.
Valoarea artistică a episodului Murder by the Book a fost recunoscută ulterior prin includerea sa în anul 1997 de către revista americană TV Guide, în urma voturilor cititorilor, pe locul 16 în topul Cele mai bune 100 de episoade din toate timpurile (100 Greatest Episodes of All Time); Murder by the Book a fost singurul episod al serialului Columbo care a fost inclus în acest top.

## Novelizare
Scenariile episoadelor „Murder by the Book” (scris de Steven Bochco și difuzat în sezonul 1) și „A Deadly State of Mind” (scris de Peter S. Fischer și difuzat în sezonul 4) au fost novelizate de scriitorul Lee Hays în două romane publicate în anul 1976.